# Bengaluru Open 2024
Il Bengaluru Open 2024 è stato un torneo maschile tennis professionistico. È stata la 7ª edizione del torneo, facente parte della categoria Challenger 100 nell'ambito dell'ATP Challenger Tour 2024, con un montepremi di 130 000 $. Si è giocato dal 12 al 18 febbraio 2024 sui campi in cemento dello KSLTA Stadium di Bangalore, in India.

## Partecipanti

### Teste di serie
| Nazionalità   | Giocatore          | Ranking* | Testa di serie |
| ------------- | ------------------ | -------- | -------------- |
| Italia        | Luca Nardi         | 114      | 1              |
| India         | Sumit Nagal        | 121      | 2              |
| Croazia       | Duje Ajduković     | 125      | 3              |
| Francia       | Benjamin Bonzi     | 126      | 4              |
| Australia     | Adam Walton        | 180      | 5              |
| Francia       | Ugo Blanchet       | 205      | 6              |
| Italia        | Stefano Napolitano | 214      | 7              |
| Spagna        | Oriol Roca Batalla | 216      | 8              |
| Corea del Sud | Hong Seong-chan    | 223      | 9              |

* Ranking al 5 febbraio 2024.

### Altri partecipanti
I seguenti giocatori hanno ricevuto una wild card per il tabellone principale:
- S D Prajwal Dev
- Vasek Pospisil
- Ramkumar Ramanathan

I seguenti giocatori sono entrati in tabellone come alternate:
- Enrico Dalla Valle
- Moez Echargui

I seguenti giocatori sono passati dalle qualificazioni:
- Bernard Tomić
- Raphaël Collignon
- Tseng Chun-hsin
- Samuel Vincent Ruggeri
- Alexey Zakharov
- Eric Vanshelboim

Il seguente giocatore è entrato in tabellone come lucky loser:
- Dan Added

## Punti e montepremi
| Torneo    | Torneo              | V      | F      | SF    | QF    | 2T    | 1T    | Q | Q2  | Q1  |
| Singolare | Punti               | 100    | 50     | 25    | 14    | 7     | 0     | 4 | 2   | 0   |
| Singolare | Premi in denaro ($) | 17 650 | 10 380 | 6 140 | 3 570 | 2 105 | 1 270 | – | 635 | 320 |
| Doppio    | Punti               | 100    | 50     | 25    | 14    | –     | 0     | – | –   | –   |
| Doppio    | Premi in denaro ($) | 7 590  | 4 400  | 2 645 | 1 570 | –     | 880   | – | –   | –   |

## Campioni

### Singolare
Stefano Napolitano ha sconfitto in finale  Hong Seong-chan con il punteggio di 4–6, 6–3, 6–3.

### Doppio
Saketh Myneni /  Ramkumar Ramanathan hanno sconfitto in finale  Constantin Bittoun /  Maxime Janvier con il punteggio di 6–3, 6–4.